# 路易·安托萬·福弗萊·德·布列納

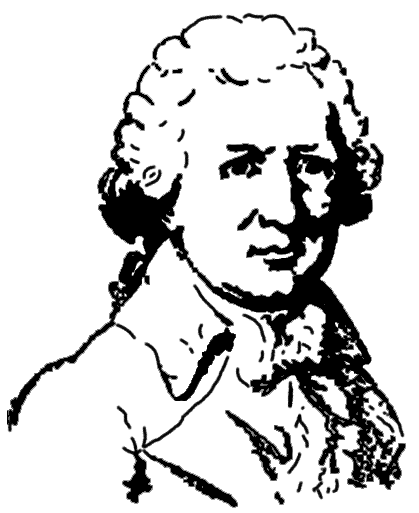
路易·安托萬·福弗萊·德·布列納

路易·安托萬·福弗萊·德·布列納(Louis Antoine Fauvelet de Bourrienne；法語發音：[lwi ɑ̃twan fovlɛ də buʁjɛn]；1769年7月9日—1834年2月7日) 法國政治人物、外交官。拿破崙的同窗好友與私人秘書。晚年出版了在拿破崙身邊經歷的回憶錄。

## 早年
布列納1769年生於桑斯。布列納8歲時就讀於香檳省布列訥堡的軍事學院，求學期間與拿破崙相識。布列納是唯一沒有排斥拿破崙出身的同學，也是拿破崙求學時期唯一的朋友。據拿破崙回憶同學們冬天常打雪仗，然而這份快樂時光並未持續太久，因為在雪中塞石子，導致包含布列納在內的很多同學受傷，因此打雪仗就被禁止了。
根據布列納的回憶，拿破崙在諸多學科中數學成績尤為突出。1787年布列納從學院畢業，布列納與拿破崙走上不同道路，拿破崙因想成為軍官，於1784年前往巴黎的軍事學院深造；而布列納選擇成為一名外交官前往維也納、萊比錫等地學習法律。期間遇上了法國大革命的爆發，國內局勢動盪下，布列納作為公使館秘書一直待在斯圖加特，直到1792年才回到法國。

## 拿破崙的私人秘書
布列納回到故鄉桑斯一段時間，熱月革命後布列納搬到巴黎，不久便與拿破崙重逢。當時拿破崙的仕途正要起步，拿破崙不久便被任命為義大利軍區的指揮官，而布律納作為隨身秘書跟隨拿破崙。
第一次反法同盟戰爭結束後，布列納參與了對奧地利的談判，布列納的法學與外交知識對於坎波福爾米奧條約的起草起到了不少幫助。意識到拿破崙日後將有一番作為，布列納記述了許多筆記，並刻意保留與之相關的文書檔案，成為晚年出版回憶錄的資料來源。
1798年布列納隨拿破崙參加埃及遠征，圍攻雅法城期間因鼠疫流行，部隊將染疫的法軍士兵實施安樂死，布列納反對這種極具爭議的處置，他亦對法軍用刺刀處死鄂圖曼戰俘一事表示不滿。布列納後隨拿破崙回到法國。
在霧月政變中，布列納扮演談判的角色。政變後他參與起草共和八年憲法，促使拿破崙成為為期十年的第一執政。起草拿破崙法典期間，他跟隨在拿破崙身邊，從早上七點開始一直工作到晚上十點，期間布列納一度離開崗位接掌警務部門，但隨即被拿破崙召回身邊辦公。第二次反法同盟戰爭期間，布列納待在巴黎，後見證了拿破崙成為終身執政，一步步攫取權力登上帝座，並讓波拿巴家族成員走上榮華富貴之路。日後布列納將這段時期的經歷以生動的筆法記述了下來。
1802年秋天，布列納在無預警之下被拿破崙解雇，原因可能是拿破崙對布列納從事金融投機的行為感到反感。從那之後布列納與拿破崙並未再有交談。

## 外交官生涯
1805年春天，布列納擔任駐漢堡市的領事，而漢堡是漢薩同盟為首的商業城市。當時拿破崙正積極展開對英國的貿易戰，也就是所謂的大陸封鎖政策。
但布列納認為這對歐陸經濟的傷害遠大於英國，因此他寫信給拿破崙試圖說服他放棄大陸封鎖政策，但並未能獲得回覆。1807年布列納從英國秘密採購軍用大衣提供給駐防在東普魯士的大軍團，並從中大賺一筆。派駐在北德意志期間，布列納與貝爾納多特元帥往來密切，也促成兩人之間的友誼。布列納於1810年被召回法國。

## 波旁復辟與百日王朝
1814年隨著拿破崙兵敗於萊比錫戰役，聯軍不久攻入巴黎，拿破崙主動退位。以塔列朗為首的臨時政府指派布列納為郵政部長，負責秘密抄錄可疑信件。之後他與反法聯盟領袖共同商討波旁王朝復辟事宜。拿破崙自厄爾巴島歸來後，宣布大赦所有曾背叛他的官員，但不包含布列納在內的十三位政要。百日王朝期間，布列納與路易十八一同待在根特。
自那之後，布列納未再擔任公職。1834年布列納病逝於坎城。

## 回憶錄
布列納晚年將待在拿破崙身邊的經歷寫成回憶錄並出版，造成不少迴響，他在回憶錄中給讀者呈現了生動鮮明的拿破崙形象。書中詳述拿破崙與約瑟芬、波拿巴家族成員、帝國元帥們的互動與相處細節。書中內容有著檔案文書作為引證，他的主題皆圍繞在與拿破崙間的親密友誼、二人形影不離的共事時光、以及遭到解雇的羞辱。布列納使用平衡立場的寫法，一方面將拿破崙塑造成一個睿智、富有行政能力與政治手腕的執政者，但另一方面，亦提及拿破崙為了獲取個人權力以及家族財富，他不惜犧牲法國人的生命，且對新聞自由表示憎惡。
在書中也揭露不少戰場秘辛:例如布列納認為拿破崙於1805年將大軍團部屬在布魯日，是為了製造準備入侵英國的假象，實則將英軍主力牽制在英倫本土。

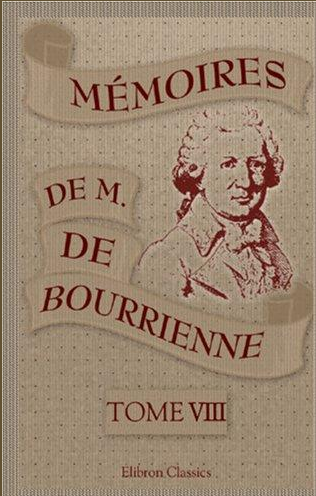
布列納出版的回憶錄

然而回憶錄出版後也遭到不少批評與質疑聲浪，尤其是波拿巴主義者對該書的抨擊，作為回擊，他們同樣出版了駁斥該書內容的著作。
1. ↑  F. M.Kircheisen. . London: Hutchinson. 1929: 14.
2. ↑  Belliard, General Gourgaud and eleven others. . Paris: Charles Heideloff. 1830.